# أوستين ديفيس
أوستين ديفيس (بالإنجليزية: Austin Davis)‏ هو لاعب كرة قدم أمريكية أمريكي، ولد في 2 يونيو 1989 في رينغولد في الولايات المتحدة.

## وصلات خارجية
- أوستين ديفيس على موقع مرجع كرة القدم المحترفة.كوم (الإنجليزية)
- أوستين ديفيس على موقع كلية كرة القدم في سبورتس رفرنس.كوم (الإنجليزية)